# Jägerwand
Die Jägerwand (1606 m ü. NHN) ist ein Gipfel in der Traithengruppe im Mangfallgebirge auf dem Gemeindegebiet von Kiefersfelden.

## Topographie
Die Jägerwand erhebt sich als Felswand über der Rosengassenalm und schließt zusammen mit Großem Traithen, Unterberger Joch und Steintraithen einen Almkessel der Fellalm auf 1456 m Höhe ein. Der höchste Punkt der Jägerwand befindet sich etwas von der Wand zurückgesetzt auf einem latschenbewachsen Grat.
Einer der Normalwege zum Großen Traithen führt an der Jägerwand vorbei.

## Galerie

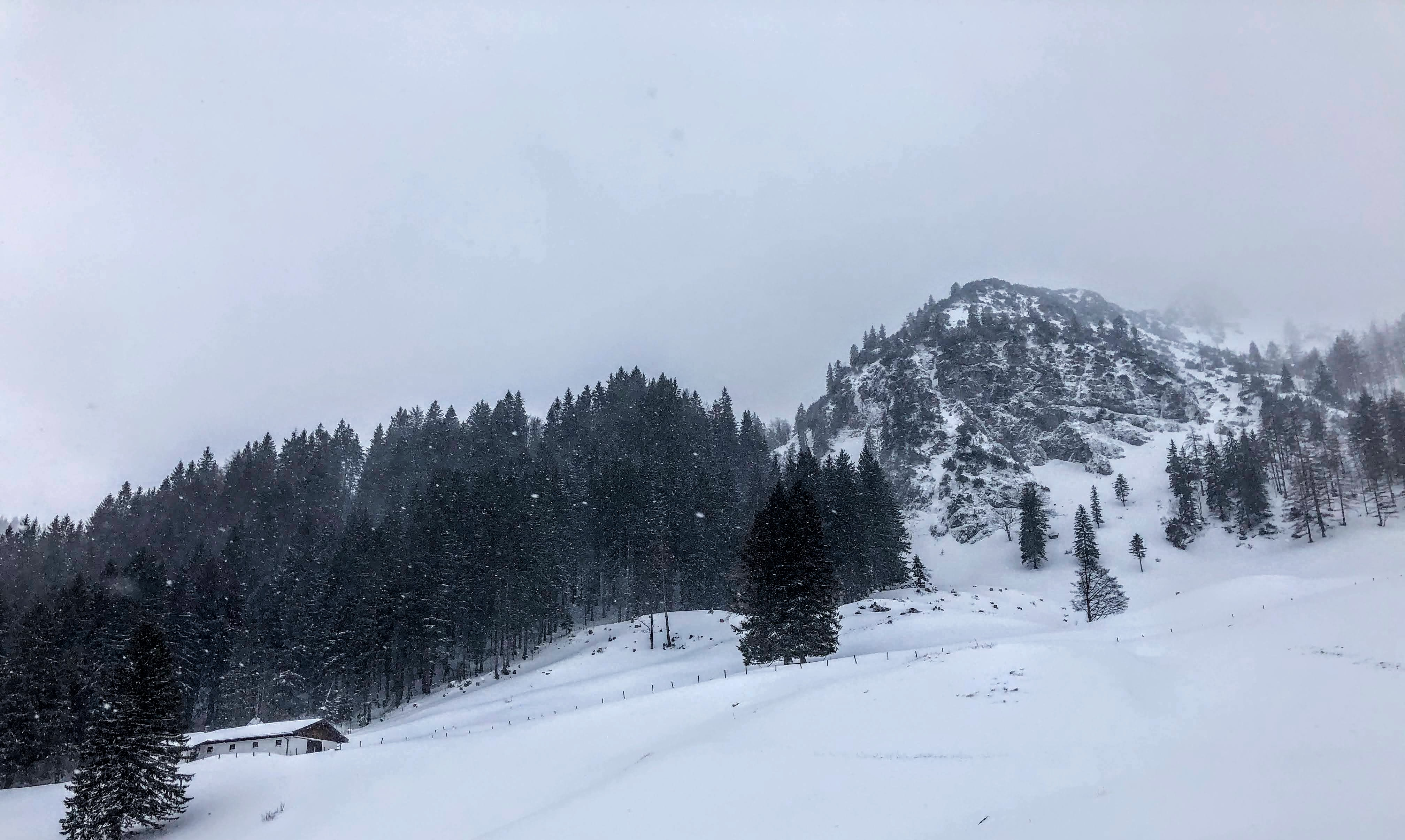
Winteraspekt von Westen